# Ester Baiget
Ester Baiget er en spansk erhvervsleder som fra 2020 har været administrerende direktør for Novonesis, der i 2020 hed Novozymes. Hun har tidligere været ansat hos Dow's Industrial Solutions. Baiget er uddannet kemiingeniør og har også en MBA-grad. 
Som direktør for Novozymes gennemførte hun en fusion med firmaet Chr. Hansen.
Erhvervsministeriet udpegede i 2021 Baiget som ny formand for Klimapartnerskabet for life science og biotek.
En opgørelsen af danske C25-selskaber i 2025 fandt at Baiget med en årsløn på omkring 50 millioner kroner var den fjerdehøjest lønnede direktør i selskaberne.